# Holger Lutz
Holger Lutz (* 3. Juni 1976  in Lohr am Main) ist ein deutscher Koch.

## Leben
Nach der Ausbildung leistete Lutz ab 1995 Grundwehrdienst in Hammelburg. 1996 ging er zum Restaurant Palais in Würzburg, 1998 zum Hotel Alpenhof in Murnau am Staffelsee.  2000 wechselte er zum Wald & Schloßhotel Friedrichsruhe (ein Michelinstern) unter Lothar Eiermann und zum Restaurant Endtenfang in Celle.
2002 wurde er Küchenchef im Restaurant Hiscox in München, 2003 im Restaurant Bischoff am See in Tegernsee. 2006 ging er als Souschef zurück zum Restaurant Endtenfang im Hotel Fürstenhof in Celle. 2011 wurde er dort Küchenchef. Das Restaurant war seit 1988 mit einem Michelin-Stern ausgezeichnet. der unter Lutz bestätigt wurde.
2017 schloss das Endtenfang. Lutz blieb als Küchendirektor im Hotel Fürstenhof  und leitet dort das italienische Restaurant Palio.

## Auszeichnungen
- 2012–2017: ein Michelinstern für das Restaurant Endtenfang